# Коксуський сільський округ (Шардаринський район)
Коксу́ський сільський округ (каз. Көксу ауылдық округі, рос. Коксуский сельский округ) — адміністративна одиниця у складі Шардаринського району Туркестанської області Казахстану. Адміністративний центр — село Коксу.
Населення — 8155 осіб (2021; 7094 у 2009, 6679 у 1999, 5990 у 1989).
Станом на 1989 рік існували Коксуська сільська рада (села Айдаркул-Кашар, Басланди, Жоласар, Коксу, Малібай) та Сирдар'їнська сільська рада (село Сирдар'їнське). 1998 року до складу округу було включено територію ліквідованого Сирдар'їнського сільського округу (село Сирдар'їнське).

## Склад
До складу округу входять такі населені пункти:
| Населений пункт        | Колишні назви  | Населення, осіб (1989) | Населення, осіб (1999) | Населення, осіб (2009) | Населення, осіб (2021) |
| ---------------------- | -------------- | ---------------------- | ---------------------- | ---------------------- | ---------------------- |
| Айдарколь-Кашари, село | Айдаркул-Кашар | 496                    | 528                    | 463                    | 552                    |
| Басланди, село         | -              | 196                    | 222                    | 225                    | 293                    |
| Жоласар, село          | -              | 257                    | 311                    | 281                    | 338                    |
| Коксу, село            | -              | 1517                   | 5618                   | 6125                   | 6962                   |
| --Жемісшаруашилиги     | -              | -                      | -                      | -                      | 4                      |
| --МТФ                  | -              | -                      | -                      | -                      | 6                      |
| --Сирдар'їнське, село  | -              | 3153                   | -                      | -                      | -                      |
| Малібай, село          | -              | 371                    | -                      | -                      | -                      |